# Shinichiro Kuwada
Shinichiro Kuwada (født 6. december 1986) er en tidligere japansk fodboldspiller.
Han har spillet for flere forskellige klubber i sin karriere, herunder Sanfrecce Hiroshima og Fagiano Okayama.